# Vạn Tường
Vạn Tường là tên một thôn thuộc xã Bình Hải,ven biển huyện Bình Sơn, tỉnh Quảng Ngãi. Nay mang tên một khu đô thị mới do quá trình đô thị hóa. Nơi đây đã xảy ra nhiều sự kiện lịch sử Việt Nam. 

Nghĩa Trang Chiến tích Vạn Tường

## Sự kiện lịch sử
- Năm 1471, trong cuộc nam chinh vua Lê Thánh Tông đã đến động Hàng Đô, nay nằm trước UBND xã Bình Hải, thị sát vịnh Dung Quất, nghỉ ngơi và biên chế lực lượng trước khi đến Sa Huỳnh và kinh đô Đồ Bàn (Bình Định), vua nói: "Thiên giáng Vạn Tường, chúc chư đô toàn thắng". Các binh sĩ đáp: "Vạn Tường, Vạn Tường!". Và thành phố trẻ Vạn Tường đang định hình có tên từ đấy. (Dựa theo luận án tiến sĩ của Tiến sĩ Nguyễn Đăng Vũ - Tổng biên tập tạp chí Cẩm Thành).
- Tại đây, quân đội Mỹ đã thí điểm cuộc hành quân Starlite, chiến tranh cục bộ của họ tại miền Nam Việt Nam, với phương thức đánh phủ đầu, dồn dập, gây bị động cho Quân đội Nhân dân Việt Nam. Trong cuộc chiến đấu này, bộ đội quân khu V và quân dân Quảng Ngãi đã làm nên chiến thắng vào ngày 18 tháng 8 năm 1965.

Di tích chiến thắng Vạn Tường là di tích quốc gia với hệ thống địa đạo (Địa đạo Đàm Toái), nhà bảo tàng trưng bày trong và cả ngoài trời với những hình ảnh và xác xe bọc thép.
- Quần thể di tích chiến thắng Vạn Tường được Bộ Văn hóa, Thể thao và Du lịch xếp hạng là di tích quốc gia gồm các di tích:

1. Sở chỉ huy Trung đoàn 1 (Quân khu V) tại xóm Hải Nam, thôn Vạn Tường - nay là khu đô thị mới Vạn Tường, khu kinh tế Dung Quất.
2. Đỉnh đồi 61 (đồi bằng) thuộc xóm Hải Chánh, thôn Vạn Tường.
3. Eo biển An Cường và thôn An Cường, nơi địch đổ quân từ phía biển và bị trung đội công binh của ta chặn đánh.
4. Xác máy bay địch bị ta bắn hạ tại xóm III, thôn Phước Thiện.
5. Chiến hào thép Lộc Tự.
6. Xác xe tăng và xe bọc thép của địch bị ta bắn cháy tại Lộc Tự.
7. Ngã ba xóm Chuối thôn Lộc Tự xã Bình Hòa huyện Bình Sơn
8. Đồi đất đỏ Ngọc Hương thôn Lộc Tự xã Bình Hòa huyện Bình Sơn
9. Đồi tranh Ngọc Hương thôn Lộc Tự xã Bình Hòa huyện Bình Sơn

- Theo đánh giá của nhiều chuyên gia quân sự trong và ngoài nước, quần thể di tích trên rất có ý nghĩa trong việc nghiên cứu khoa học quân sự, đặc biệt là trong bố trí chiến trận phối hợp để đối phó và đập tan một cuộc hành quân " tìm diệt" quy mô lớn.

## Hình ảnh
[[Tập tin:|nhỏ|phải|300px|Địa đạo Đám Toái]]